# Milchkombinat Kaunas
Das Milchkombinat Kaunas (litauisch Kauno pieno kombinatas) war ein Milch verarbeitendes Unternehmen in Litauen mit Sitz in Kaunas. Das Unternehmen beschäftigte 3500 Mitarbeiter (1977). Die später aus dem Kombinat gegründete „Kauno pienas“ war an der Börse Vilnius notiert.

## Geschichte
1936 wurde die Stadtmolkerei Kaunas gegründet. Ab 1951 gehörte sie mit 26 Butterfabriken dem Trest der Butter- und Käse-Industrie Kaunas. 1957 wurde die sog. „Interbezirkliche Basis für Butter und Käse Kaunas“ (Kauno Tarpapskritinė sviesto – sūrių bazė) und die Stadtmolkerei Kaunas aufgelöst und das Milchkombinat Kaunas in Sowjetlitauen errichtet. 1972 begann man mit der Exploration der neuen Molkerei Kaunas. Im Kombinat gab es 12 Betriebe der Milchverarbeitung in verschiedenen Rajonen. 1978 bestand das Milchkombinat Kaunas aus den Butterfabriken in Alytus, Kėdainiai, Prienai, Raseiniai, Jurbarkas, Lazdijai, Virbalis sowie aus den Molkereien in Babtai, Jonava, Kaišiadorys, Kapsukas und Lukšiai. 1981 wurden die Milchverarbeitungsbetriebe in Kapsukas, Lazdijai, Lukšiai und Virbalis zum Teil von Kapsuko pieno konservų kombinatas. 1988 wurde die Butterfabrik Jurbarkas zum Teil von Kapsuko pieno konservų kombinatas.
1990 entstand das Staatsmilchkombinat Kaunas. 1992 wurde es mit der Staatsmolkerei Kaunas aufgrund des Beschlusses vom Landwirtschaftsministerium Litauens reorganisiert. Am 23. November 1993 wurde „Kauno pieno centras“ errichtet und am 9. März 1994 aufgelöst. 1995 wurde AB „Kauno pienas“ nach der Reorganisation vom Staatsmilchkombinat Kaunas.
Am 23. November 2000 wurde AB „Kauno pienas“ zur Filiale von AB „Pieno žvaigždės“ nach der Reorganisation. Sie wurde von Irena Gotautienė geleitet. Seit 4. Juni 1996 gibt es eine Mitarbeiter-Gewerkschaft in der Filiale. 2014 gab es 537 Mitarbeiter in der Kaunasser Filiale von „Pieno žvaigždės“.